# Plutino
a nu se confunda cu Plutoid
Plutino este un obiect cosmic care are orbita în rezonanța 3:2 cu planeta Neptun, asta înseamnă că în timp ce Neptun se rotește de 3 ori în jurul Soarelui, obiectele denumite Plutino fac două asemenea rotații (comportându-se la fel ca planeta Pluton); orbitele acestor obiecte  se intersectează cu cea a lui Neptun (la fel ca și orbita lui Pluton).
Plutine mai luminoase ca magnitudinea a 6-a:
| Nume             | Axă semi-majoră (u.a.) | Periheliu (u.a.) | Înclinație (°) | Magnitudine absolută (H) | Mărime (km)               | Masă (1020 kg) | Albedo             | Culoare V−R | Anul descoperirii | Descoperitor                         |
| ---------------- | ---------------------- | ---------------- | -------------- | ------------------------ | ------------------------- | -------------- | ------------------ | ----------- | ----------------- | ------------------------------------ |
| Pluto            | 39.3                   | 29.7             | 17.1           | −0.7                     | 2322                      | 130            | 0.49–0.66          |             | 1930              | Clyde Tombaugh                       |
| Orcus            | 39.2                   | 30.3             | 20.6           | 2.3                      | 760±90                    | 6.32±0.05      | 0.28±0.06          | 0.37        | 2004              | M. Brown, C. Trujillo, D. Rabinowitz |
| (208996) 2003 AZ | 39.4                   | 32.3             | 13.6           | 3.74±0.08                | 727.0+61.9 −66.5          | ≈ 3            | 0.107+0.023 −0.016 | 0.38±0.04   | 2003              | M. Brown, C. Trujillo                |
| Ixion            | 39.7                   | 30.1             | 19.6           | 3.8                      | 650+250 −220              | ≈ 3            | 0.12+0.14 −0.06    | 0.61        | 2001              | Deep Ecliptic Survey                 |
| (84922) 2003 VS  | 39.3                   | 36.4             | 14.8           | 4.1±0.38                 | 523.0+35.1 −34.4          | ≈ 1.5          | 0.147+0.063 −0.043 | 0.59±0.02   | 2003              | NEAT                                 |
| 2003 UZ          | 39.2                   | 30.4             | 12.0           | 4.38±0.05                | ≈ 600                     | ≈ 2            | ?                  | 0.46±0.06   | 2001              | M. Brown, C. Trujillo, D. Rabinowitz |
| (175113) 2004 PF | 39.0                   | 36.5             | 13.4           | 4.54±0.25                | 406.3+97.6 −75.3          | ≈ 3.5          | 0.113+0.082 −0.042 |             | 2004              | M. Brown, C. Trujillo, D. Rabinowitz |
| (144897) 2004 UX | 39.2                   | 37.4             | 9.5            | 4.75±0.16                | 361.2+124.2 −93.5         | > ≈ 0.3        | 0.172+0.141 −0.078 | 0.58±0.05   | 2004              | A.C. Becker A.W. Puckett J. Kubica   |
| 38628 Huya       | 39.4                   | 28.5             | 15.5           | 5.14±0.07                | 438.7+26.5 −25.2          | ≈ 0.8          | 0.081±0.011        | 0.57±0.09   | 2000              | Ignacio Ferrin                       |
| 2006 HJ          | 39.3                   | 27.4             | 12.0           | 5.32±0.66                | 283.1+142.3 −110.8        | ≈ 0.012        | 0.136+0.308 −0.089 |             | 2006              | Marc W. Buie                         |
| 2002 XV          | 39.3                   | 34.5             | 13.3           | 5.42±0.46                | 549.2+21.7 −23.0          | ≈ 1.7          | 0.040+0.020 −0.015 | 0.37±0.02   | 2001              | M.W.Buie                             |
| 298              | 39.3                   | 34.9             | 22.4           | 5.43±0.07                | 408.2+40.2 −44.9          | ≈ 0.7          | 0.071+0.020 −0.014 | 0.39±0.06   | 2001              | Marc W. Buie                         |
| (47171) 1999 TC  | 39.3                   | 30.6             | 8.4            | 5.41±0.10                | 393.1+25.2 −26.8 (triple) | 0.1275±0.0006  | 0.079+0.013 −0.011 | 0.70±0.03   | 1999              | E. P. Rubenstein, L.-G. Strolger     |
| (307463) 2002 VU | 39.3                   | 31.2             | 14.0           | 5.47±0.83                | 252.9+33.6 −31.3          | ≈ 0.16         | 0.179+0.202 −0.103 |             | 2002              | Marc W. Buie                         |
| (84719) 2002 VR  | 39.3                   | 28.9             | 14.0           | 5.58±0.37                | 448.5+42.1 −43.2          | ≈ 1            | 0.052+0.027 −0.018 | 0.60±0.02   | 2002              | NEAT                                 |
| (55638) 2002 VE  | 39.4                   | 30.4             | 16.3           | 5.70±0.06                | 249.8+13.5 −13.1          | ≈ 0.15         | 0.149+0.019 −0.016 | 0.72±0.05   | 2002              | NEAT                                 |